# Oké
Oké of OK (in de praktijk ook okay, als op zijn Engels geschreven, of okee, vooral in Vlaanderen) is een tussenwerpsel met de betekenis "goed", "akkoord". Schertsend wordt het woord wel verlengd tot okido of okidoki. Het bijbehorende gebaar is de duim omhoog steken. Oké kan ook een bijvoeglijk naamwoord zijn: 'Die fiets is helemaal oké' of een bijwoord: 'Jij rent wel oké.' De laatste jaren wordt 'OK' ook gebruikt als signaal dat een mededeling overgekomen en begrepen is, zonder dat hiermee instemming behoeft te worden uitgedrukt. In het westen van Vlaanderen wordt ook wel al eens 'Okhe' gezegd net zoals in Afrikaanse landen.
Het woord gaat, naar men meestal aanneemt, terug op de Amerikaans-Engelse afkorting OK, waarvan de oorsprong niet met zekerheid bekend is.

## Mogelijke herkomst van OK

### Okeh
Volgens etymoloog Allen Walker Read zou de term ontleend zijn aan het woord okeh, dat Inheemse Amerikanen gebruikten als bevestiging.

### All Correct
In de zomer van 1838 ontstond tussen schrijvers en journalisten rond Boston en New York een soort spelletje met afkortingen – waarschijnlijk het beste te vergelijken met de huidige sms-taal – met dien verstande dat de letters slechts een mogelijke uitspraak volgden en met opzet verkeerd werden gespeld. Zo stond de afkorting O.W. voor Ol Wright ofwel All Right en de afkorting K.Y. voor Know Yuse = No Use.
Op 23 maart 1839 verscheen in de Boston Morning Post de afkorting o.k. (toen nog met puntjes), die zou staan voor oll korrekt = all correct (alles in orde).
Deze verklaring heeft grote aanhang, onder andere van de Oxford English Dictionary.

### Old Kinderhook
Deze uitdrukking werd al snel populair, vooral toen deze in 1840 werd opgepakt voor de herverkiezingscampagne van Martin Van Buren, zelf geboren in Kinderhook in de Amerikaanse staat New York. Voor deze campagne stichtte hij The Democratic O.K. Club. Van Buren liet zichzelf ook graag Old Kinderhook of O.K. noemen: Martin Old Kinderhook van Buren.
Aardig ook om te weten is dat Old Kinderhook tevens de merknaam was van appelen die in de streek verkocht werden als O.K. apples, waar O.K. eerst een verwijzing was naar de herkomst, maar daarna ook een verwijzing werd naar goede kwaliteit.
Deze verklaring heeft eveneens grote aanhang, onder andere van de Nederlandse Taalunie.

### Ola Kala (Grieks)
Volgens een andere verklaring zou de afkorting afkomstig zijn van όλα καλά, = alles goed. Sommige leraren gebruiken het nog steeds om schoolwerk te accorderen.
De afkorting "OK" werd ook – als geseind signaal – gebruikt om "alles in orde" te laten weten tussen wal en schip en schepen onderling.

### Au Quai (Frans)
Volgens sommigen ligt de verklaring van de oorsprong in New Orleans, dat destijds bij Frankrijk hoorde. Wanneer havenmeesters vissers bij hun terugkeer naar de haven vroegen waar ze zouden lossen, schreeuwden de kapiteins meestal simpelweg "au quai", wat zoveel betekent als 'aan de kade'. Wanneer hen dan later in een of andere kroeg gevraagd werd of alles goed verlopen was antwoordden ze "au quai" als hun schip vastgebonden lag en de waar uitgeladen was. Het woord "au quai" zou dan langzamerhand in het lokaal taalgebruik synoniem worden voor succes.

### Wa-Kee (West-Afrikaans)
Een andere mogelijke oorsprong voor "oké" is, dat het woord in Noord-Amerika geïntroduceerd zou zijn door tot slaaf gemaakte Afrikanen, die één of meer West-Afrikaanse talen spraken, waarin 'oke' (of wat zo klonk) deel van de woordenschat zou zijn. Wa-kee, bijvoorbeeld, is zowel in sommige Bantutalen als in het Wolof een uitdrukking van empathische instemming; zoiets als "jaja".

### Oskar Karlsson
De O.K.-stempel werd omstreeks 1910 binnen de Ford Motor Company geïntroduceerd om aan te geven dat de in serie geproduceerde Ford Model T aan alle kwaliteitseisen voldeed.
Op het moment dat de Ford Model T op 84 controlepunten werd goedgekeurd, werd door Oskar Karlsson een initialenstempel gezet op de bij de Ford Model T behorende fabrieksgarantie. O.K. of Oké zou daarmee staan voor de initialen van deze Oskar Karlsson.

### Oorlog
Wat ook mogelijk is, is dat O.K. letterlijk 0 (nul) doden betekent. In de oorlog werd er elke dag een verslag gestuurd naar het thuisland toen er nog geen telefoon was. In dat verslag stond dan O.K. 'O' voor 0 en 'K' voor killed. Niemand gedood dus.

## Trivia
Ok€ is de naam van een huismerk dat wordt gevoerd door supermarkten die zijn aangesloten bij de Superunie.